# Música de Cabo Verde

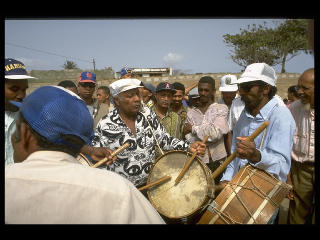
Festa de S. João, S.Vicente

De um modo muito resumido, pode-se dizer que a música de Cabo Verde resulta de elementos musicais europeus  aos quais se sobrepõem elementos musicais africanos.

## História
Existem poucos registos acerca da evolução da música em Cabo Verde. Sendo a música um veículo de expressão que se manifesta naturalmente no ser humano, seria natural de se esperar que as populações que povoaram Cabo Verde (africanos e europeus) levassem consigo as suas tradições musicais. Mas sobre o momento exacto em que se deu um processo de miscigenação musical, nada se sabe.
Durante a colonização portuguesa, o tipo de música permitido pela administração era sobretudo a música eclesiástica, sendo outras formas de expressão da população relegadas para um contexto um tanto ou quanto clandestino. Essa política de repressão aumentou durante o regime do Estado Novo pela administração portuguesa, por considerar certos géneros como «africanos», e por causa disso, certas formas musicais estiveram à beira da extinção.
Depois da independência, houve um ressurgir desses géneros musicais, mas também novas experiências têm sido feitas conferindo à música cabo-verdiana características diferentes das que são descritas abaixo.

## Géneros musicais

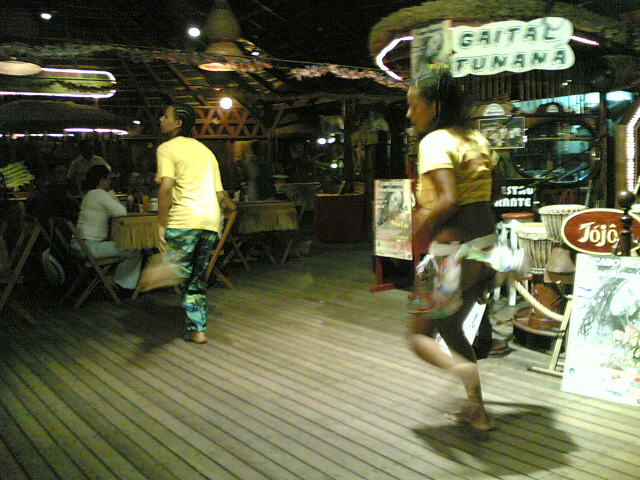
Dançarinas de funaná na Ilha do Sal.

De um modo inconsciente, o cabo-verdiano tem tendência em classificar a música de Cabo Verde em géneros musicais. Assim, ao ouvir-se uma peça musical, ela é logo classificada de batuque, colá, coladeira, funaná, mazurca, morna, ou qualquer outro género musical (de Cabo Verde ou não) independentemente dos menores ou maiores conhecimentos musicais do ouvinte.
Como géneros genuinamente cabo-verdianos pode-se mencionar o batuque, o colá, a coladeira, o funaná, a morna, a tabanca. Outros géneros musicais não são originários de Cabo Verde, mas ganharam características próprias, como o lundum, a mazurca, a valsa. Ao longo da história da música de Cabo Verde, certas conjecturas sociais e/ou fenómenos de moda fizeram com que alguns géneros de Cabo Verde sofressem influência de géneros estrangeiros, ou então, por uma questão de gosto ou de moda, certos géneros são (eram) interpretados inalterados, como a bossa nova, a cúmbia, o hip-hop, o reggae, a rumba, o samba, o zouk, etc.

## Características
A música de Cabo Verde é sobretudo polifónica, ou seja, a melodia desenvolve-se sobre uma base formada por uma sucessão de acordes. Contrasta assim com a música da África Ocidental, que se caracteriza por uma sobreposição de contrapontos. São poucos os géneros que são monofónicos (batuque, tabanca, colá, e outras melopeias), mas mesmo assim, com o advento de instrumentos eléctricos, e o interesse de músicos novos em fazer ressurgir certos géneros musicais, esses géneros musicais têm sido reinterpretados numa forma polifónica.
As escalas musicais empregadas são escalas musicais europeias. A morna, a coladeira, a mazurca, o lundum, por exemplo, usam frequentemente escalas cromáticas. O funaná, em contrapartida, usa frequentemente escalas diatónicas. As linhas melódicas variam muito, e alguns autores dizem (de um modo bastante impressionístico) que «a melodia lembra as montanhas e as ondas do mar».
Se na melodia e na harmonia nota-se sobretudo a influência europeia, é no ritmo que se nota mais a influência africana. Os ritmos são sincopados, e o emprego simultâneo de vários instrumentos de percussão permite modelos rítmicos complexos. Os géneros musicais têm geralmente compassos pares (binários ou quaternários). Só o colá, a mazurca e a valsa é que usam um compasso ternário. O batuque é o único género que emprega a polirritmia, frequente na música da África ocidental.
Estruturalmente, os géneros musicais articulam-se em estrofes musicais, em que as estrofes principais alternam com o refrão. Só o batuque e a tabanca é que têm uma estrutura de canto e resposta.
Na instrumentação, predominam os cordofones: a guitarra (chamada violão em Cabo Verde), violas de 10 e 12 cordas (chamadas simplesmente violas), o cavaquinho, o violino (chamado rebeca). O piano é um apanágio apenas para os mais abastados. Como aerofones podem-se citar o saxofone, o clarinete, a trompete. Recentemente, a flauta tem sido utilizada como instrumento didáctico. O acordeão (chamado gaita) é usado (não exclusivamente) no funaná. Como membranofones são usados vários tipos de tambores. Os idiofones são usados sobretudo com uma função rítmica; é de salientar a «invenção» do ferrinho. Os electrofones são de introdução recente.
Alguns instrumentos de origem africana (o bombolom, a cimboa, o correpi, o dondom) estão em vias de desaparecimento.

## Produção musical
Tendo em conta as dimensões (geográficas e demográficas) de Cabo Verde, pode-se dizer que em termos musicais os cabo-verdianos são prolíferos. Não se sabe o porquê dessa tendência natural para a música, mas alguns autores especulam que a pouca abundância de certos recursos naturais (madeira ou pedra para a escultura, vegetais para a produção de tecelagem ou tintas) deu espaço para que a música se desenvolvesse mais do que outras expressões artísticas.
Embora existam modernamente estúdios de gravação, não existe produção de suportes físicos (CD, discos, etc.), sendo a música de Cabo Verde produzida sobretudo no estrangeiro. Actividades relacionadas com a divulgação e interpretação da música são no entanto frequentes. Conhecido internacionalmente é o festival anual da Baía das Gatas.

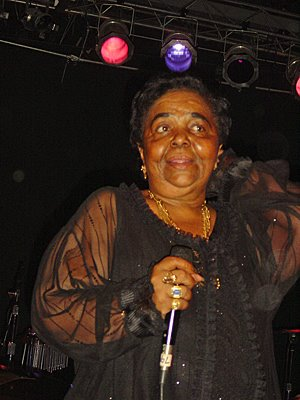
Cesária Évora, em San Diego, California, EUA, 19 de Março de 2006

- Compositores: Armando Zeferino Soares, Travadinha (Antoninho Travadinha), Amândio Cabral, Fulgêncio Tavares (Ano Nobo), Francisco Xavier da Cruz (B. Leza), Betu Dias, Batchard, Adalberto Silva (Betú), Gregório Vaz (Codé di Dona), Dany Mariano, Djoy Delgado, Daniel Rendall, Eugénio Tavares, Elida Almeida, Frank Cavaquim (Francisco Vicente Gomes), Jorge Fernandes Monteiro (Jotamont), Hernany Almeida, Carlos Alberto Barbosa (Kaká Barbosa), Carlos Alberto Martins (Katchás), Luís Rendall, Luis Morais, Daniel Spencer Brito (Nhelas Spencer), Paulino Vieira, Orlando Monteiro Barreto (Orlando Pantera), Renato Cardoso,Ti Goy,  Manu Lima, Manuel de Jesus Lopes (Manuel d' Novas), Manuel Tomás da Cruz (Lela Violão), Nando da Cruz, Vasco Martins, e outros.
- Intérpretes Musicais: Elida Almeida, Ana Firmino, António Carvalho (Antoni Denti D' Oro), Agostinho Santos, António Lopes (Antoninho Travadinha), Arlinda Santos, Adriano Gonçalves (Bana), Bius, Rufino Almeida (Bau), Emilio Lobo (Mirri Lobo), Bitina Lopes, Blick Tchutchi, Gérard Mendes (Boy Gé Mendes), Cesária Évora, Celina Pereira, Gregório Vaz (Codé di Dona), Daniel Silva (Dany Silva), Djonny Ramos, Daniel Rendall, Eddy Moreno, Frank Mimita, Francelina Almeida (Fantcha), Fernando Quejas, Filipe Monteiro(Dakar) Fortinho, Ildo Lobo, Gil Semedo, Gilyto, Gracindo Évora (Grace Évora), Feliciano Vierra Tavares, Hernany Almeida, Hermínia da Cruz Fortes (Hermínia d'Antónia de Sal), Jorge Humberto, Jacqueline Fortes, Jorge Neto, José Casimiro, João Cirilo, Euclides Lima (Kiki Lima), Leonel Almeida, Lutchinha, Emilio Rito de Sousa Lobo (Mirri Lobo), Luís Morais, Maria de Lurdes (Lura), Malaquias Costa, Maria Alice, Maria de Barros, Maria Teresa Alhinho (Teté Alhinho), Mariana Ramos, Marinho Silva, Mário Lúcio, Mayra Andrade, Maria Inácia Gomes Correia (Nácia Gomi), Nancy Vieira, Nelson Freitas, René Cabral, Orlando Monteiro Barreto (Orlando Pantera), Paulino Vieira, Anselmo Lopes (Séma Lopi), Suzanna Lubrano, Manuel Lopes Andrade (Tcheka), Teofilo Chantre, Albertina Rodrigues (Titina), Aristides Paris (Tito Paris), Epifânia Évora (Tututa), Osvaldo Furtado (Vadú), José Carlos Brito (Voginha), Emanuel Fernandes (Zeca di Nha Reinalda), José Bernardo Fernandes (Zezé Nha Reinalda), e outros.
- Grupos Musicais: Bulimundo, Cabo Verde Show, Cordas do Sol, Finaçon, Livity, Os Tubarões, Raíz di Funaná, Simentera, Splash, Tavares, Tulipa Negra, Voz de Cabo Verde, Voz d' África, Nho-Kzik, Kings, Eclips outros.
- Géneros Musicais: Batuque, Colá, Coladeira, Funaná, Lundum, Mazurca, Morna, Tabanca, ColaZuk, Finaçon.